# Król balu
Król balu – singel polskiego rapera Kizo z albumu studyjnego Jeszcze pięć minut. Singel został wydany 28 lipca 2021 roku. Tekst utworu został napisany przez Patryka Wozińskiego.
Nagranie otrzymało w Polsce status trzykrotnie platynowej płyty.
Singel zdobył ponad 26 milionów wyświetleń w serwisie YouTube (2023) oraz ponad 24 milionów odsłuchań w serwisie Spotify (2023).

## Nagrywanie
Utwór został wyprodukowany przez APmg. Za mix/mastering utworu odpowiada EnZU. Tekst do utworu został napisany przez Patryka Wozińskiego.

## Twórcy
- Kizo – słowa[1][2]
- Patryk Woziński – tekst[1]
- APmg – produkcja[1][2]
- EnZU – mix/mastering[1]

## Certyfikaty
| Kraj          | Certyfikat         |
| ------------- | ------------------ |
| Polska (ZPAV) | 3x platynowa płyta |